# Анексія Криму (2014)
Анексія Криму Росією — насильницьке протиправне тимчасове відторгнення Кримського півострова, розташованого у межах українських адміністративних одиниць — Автономної Республіки Крим та міста Севастополя, від України та одностороннє незаконне включення їх до складу Російської Федерації на правах суб'єктів федерації — «Республіки Крим» та «міста федерального значення Севастополь», що було проголошено Російською Федерацією 18 березня 2014 року (нібито внаслідок так званого «референдуму про статус Криму» 16 березня 2014 року).
Один з наслідків і одна зі складових частин російської збройної агресії проти України з 2014 р. Анексії у лютому-березні 2014 р. передували організовані антиукраїнські виступи у містах Криму, блокада і захоплення стратегічних об'єктів півострова і військових частин ЗСУ підрозділами російської армії у деяких випадках під прикриттям окремих цивільних осіб і новостворених спецслужбами РФ «загонів самооборони Криму», що поклало початок окупації Криму Росією.
Насильницька анексія Криму, як і псевдореферендум, не визнаються українською державою і більшістю країн, не визнається Генеральною асамблеєю ООН, ПАРЄ, ПА ОБСЄ[⇨], а також суперечить рішенню Венеційської комісії, натомість російською владою трактується як «повернення Криму до Росії». Згідно з Законом України «Про забезпечення прав і свобод громадян та правовий режим на тимчасово окупованій території України» територія Кримського півострова внаслідок російської окупації вважається тимчасово окупованою територією.
У кінці лютого — початку березня 2014 перекинуті з Росії і кримських баз Чорноморського флоту РФ війська без розпізнавальних знаків, скориставшись моментом зміни влади в Україні внаслідок Євромайдану, окупували Кримський півострів. Також було створено збройне формування з російських «козаків», яке називало себе «самооборона Криму». 16 березня 2014 на території Криму і міста Севастополя пройшов референдум про статус півострова, за результатами якого Росія включила Крим до свого складу. Ні Україна, ні ЄС, ні США не визнали це незаконне голосування й початок тимчасової окупації Криму.
Фактично ж результати «рефередуму» і явка на нього були повністю сфальсифіковані російським керівництвом: так, згідно з доповіддю Ради при президентові Російської Федерації з розвитку громадянського суспільства і прав людини, було підраховано, що фактична явка на референдумі в Криму склала лише 30 відсотків, серед яких тільки від 50 до 60 (на відміну від російського числа в 97 %) відсотків обрали входження в Росію.
У серпні 2014 р. «голова» «Ради міністрів Республіки Крим» Сергій Аксьонов сказав, що ініціатором анексії Криму був російський президент Володимир Путін. У березні 2019 р. Аксьонов зізнався, що захопленням Криму керував особисто Путін.
За даними соцопитування, проведеного з 8 по 18 лютого 2014 Київським міжнародним інститутом соціології, 41 % жителів Криму бажали входження автономії до складу Росії. 6 березня 2014 на сайті телеканалу ATR був проведений інтернет-референдум, під час якого можна було висловити свою думку щодо приєднання Криму до РФ. Більшість людей, які взяли участь у голосуванні, висловилась проти.
7 березня російські військові в Криму відключили від інтернету перший кримськотатарський телеканал ATR.

## Термінологія
15 квітня 2014 року Верховна Рада України прийняла закон, який визначає Автономну Республіку Крим і місто Севастополь як «території, що знаходяться під тимчасовою окупацією».
За українським законодавством та за нормами міжнародного права, Крим є окупованим, а Росія має статус держави-окупанта. Термін «незаконна або протиправна анексія» (англ. illegal annexation), поряд зі згадкою слова «анексія» є найбільш поширеним у міжнародних документах та у заявах західних партнерів України. Він фігурує і в поданнях України до міжнародних судів.
Коментар МКЧХ до IV Женевської конвенції спростовує припущення, що констатація факту анексії «легалізує» її наслідки. Натомість, формулювання про «спробу анексії» натякає, що немов Росія намагалася вчинити злочин, але відмовилася від цього наміру. У самій Росії кримінально карають медіа за згадку терміну «анексія» (п. 156 рішення ЄСПЛ щодо Криму).
Росія також вчинила злочин агресії, межі якого визначила Генасамблея ООН у резолюції № 3314 від 1974 року.
18 липня 2022 року Верховна Рада України прийняла закон, яким передбачено застосування загального формулювання «тимчасово окупована Російською Федерацією територія України» замість чинних «тимчасово окупована територія Автономній Республіці Крим та міста Севастополь» і «тимчасово окуповані території у Донецькій та Луганській областях».

## Передісторія

### Належність Криму до 1991 року

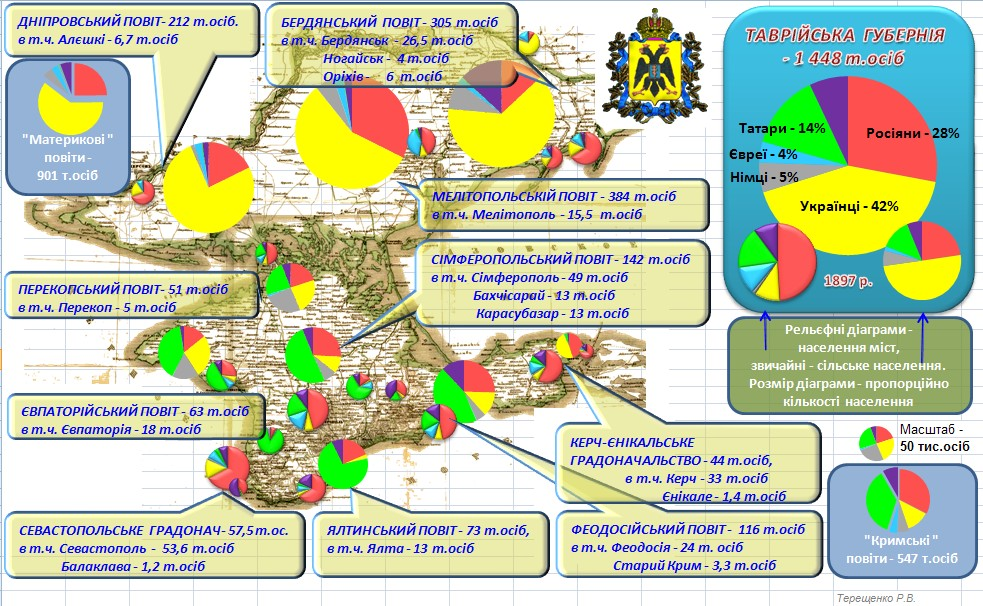
Населення Таврійської губернії згідно з переписом 1897 р.

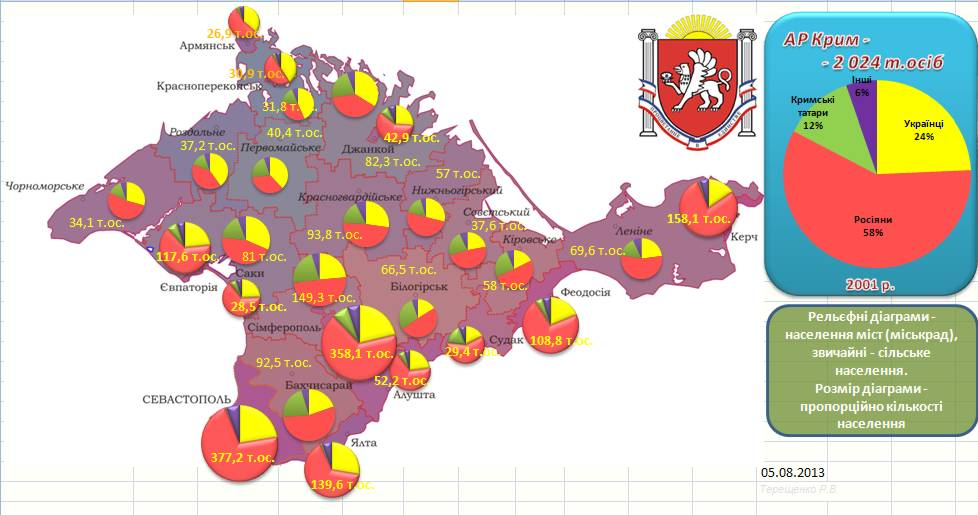
Етнічний склад Криму згідно з даними Всеукраїнського перепису населення 2001 р.

Кримський півострів вперше був захоплений Росією 1774, коли в результаті чергової російсько-турецької війни між Російською та Османською імперіями було підписано Кючук-Кайнарджійський договір. Під контролем Росії опинилися фортеці Кінбурн, Єнікале, Азов та Керч; Росія де-факто почала контролювати півострів і прилеглу Кубань, тут розташувались російські війська. Наступним кроком стала примусова депортація російською владою з Криму християн — переважно ремісників і торговців греків і вірмен у Північне Приазов'я. Це мало послабити Кримське ханство. 8 квітня 1783 Росія в порушення мирного договору, який гарантував повну незалежність Кримського ханства від обох держав («Всі татарські народи … від обох імперій мають бути визнані вільними і абсолютно незалежними від будь-якої сторонньої влади, але перебувають під самодержавною владою власного їх хана чингіського покоління» (рос. Все татарские народы … от обеих империй имеют быть признаны вольными и совершенно независимыми от всякой посторонней власти, но пребывающими под самодержавной властью собственного их хана чингисского поколения)) анексувала ханство, видавши відповідний маніфест, після чого Крим з захопленої території перетворився на частину Російської імперії. Але, незважаючи на приєднання до Росії, Крим залишався етнічно татарським — на кінець ХІХ ст. російське населення переважало лише в деяких містах, а в цілому на півострові більшість складали кримські татари.
При розпаді Російської імперії у 1917 р. кримські татари створили свою республіку у Криму на чолі з Номаном Челебіджиханом, яка претендувала на відновлення кримськотатарської державності. УНР спочатку не розглядала Кримський півострів — а лише «материкові» повіти Таврійської губернії (де більшість становили українці). У квітні 1918 УНР здійснила першу вдалу спробу встановити контроль над Кримом: подолавши Сальківський міст і прорвавши оборону «червоних», українська армія під командуванням Петра Болбочана 22 квітня зайняла Джанкой, а 24 квітня — Сімферополь. 29 квітня 1918 року в Севастополі переважна більшість кораблів Чорноморського флоту підняла український прапор. Однак під тиском німецького командування Армія УНР була вимушена залишити Кримський півострів.
У вересні 1918 гетьман Павло Скоропадський добився від Німеччини фактичної згоди на те, щоб Кримський півострів увійшов до складу Української Держави як автономна одиниця. Проте зміна направленості політичного вектора України в сторону небільшовицької Росії та повстання під проводом Симона Петлюри проти Скоропадського перекреслили всі зусилля України в цьому напрямку. 17 листопада 1920 більшовицькі війська витіснили армію Врангеля з Криму (з літа 1919 і до цього моменту Крим знаходився під постійним контролем білогвардійців) та встановили остаточний контроль над півостровом. 18 жовтня 1921 утворено Кримську АРСР — кримськотатарську національно-територіальну автономію.
У 1941—1944 рр. у Криму точилися жорстокі битви другої світової війни. Після евакуації німецьких військ з півострова, у травні 1944 року радянською владою «за співпрацю з окупантами» була здійснена масова депортація з Криму корінного населення, здебільшого кримських татар, а на їх місце переселені колгоспники переважно з центральних регіонів країни.
30 червня 1945, року Кримську АРСР скасовано і приєднано до Російської РФСР. 25 червня 1946, згідно з указом Президії Верховної Ради СРСР на її місці була утворена звичайна область.
19 лютого 1954 Кримську область, зважаючи на тісні історичні та економічні зв'язки, було передано РРФСР до складу Української РСР, відповідне рішення було ухвалено Президією Верховної Ради СРСР.

### Після 1991 року
З кінця 1991 року Крим став автономною республікою у складі незалежної України. Відсутність сформованого законодавчого поля, наявність великої кількості прихильників проросійських поглядів, економічний крах початку 90-х років та боротьба за владу між місцевими та загальнодержавними елітами створили умови для політичної кризи в Криму.
5 травня 1992 Верховна Рада Криму проголосила «Акт про державну самостійність Криму», який спочатку передбачалося винести на всекримський референдум. Також того дня була ухвалена постанова щодо звернення до Президента і Верховної Ради України щодо укладення двостороннього договору між Республікою Крим і Україною. Наступного дня, 6 травня 1992, Верховна Рада Криму прийняла Конституцію, згідно з якою Крим проголошувався суверенною державою у складі України. В ході наступних переговорів центральної влади та влади Криму вони домовилися розмежувати повноваження місцевої та державної влади та внести зміни до прийнятої Конституції Криму, що пом'якшили її категоричний тон. На основі домовленостей 29 квітня Верховна Рада України прийняла закон «Про розмежування повноважень між органами державної влади Криму та України».
1992 року російські органи влади визнали указ президії Верховної ради СРСР 1954 року, яким Крим було включено до складу Української РСР, таким, що не має юридичної сили.
Серйозні суперечності між Україною та Росією щодо Криму почалися в 1992 році відразу після розпаду СРСР. Росія почала активно перешкоджати процесові переходу Чорноморського флоту під контроль України, застосовуючи як контррозвідувальні (перешкоджання зв'язку, радіоперехоплення), так і навіть локальні силові заходи. Проте частина Чорноморського флоту все ж перейшла на бік України. Найболючішим для Росії стало прийняття української присяги особовим складом військової комендатури Севастопольського гарнізону, яке відбулося 9 липня 1992. Це спровокувало Росію на відповідні заходи: вже наступного дня комендатуру захопила російська десантно-штурмова група.
У вересні 1993 відбувся ще один інцидент — українські піхотинці зіткнулися з російською береговою охороною, в результаті чого поранили трьох росіян. Звинувативши Україну в намаганні присвоїти собі Чорноморський флот, Росія запустила процес відокремлення Криму від України, роздаючи російські паспорти працівникам об'єктів Чорноморського флоту та ведучи антиукраїнську інформаційну кампанію по всій території Криму. В січні 1994 року Юрій Мєшков, який на той час обіймав посаду «президента» Криму, закликав Росію включити до свого складу Крим. Україна ввела на територію Криму велику кількість (близько 60 тисяч) солдатів Національної гвардії та прикордонних військ, після чого ситуація стабілізувалася. 10 червня 1994 Україна та Росія домовилися про поділ Чорноморського флоту.
17 березня 1995 Верховна Рада України скасувала дію Конституції Криму 1992 року разом з посадою президента. Указом Леоніда Кучми від 30 березня 1995 виконавча влада півострова повністю підпорядковувалась центральній владі. Юрій Мєшков виїхав до Росії. Фактично, гостра фаза протистояння центральної та місцевої влади була завершена у 1995 році. Новий статус Криму як автономії у складі України юридично закріпили Конституція України (1996) та Конституція Автономної Республіки Крим (1998).
30 вересня 2003 між Україною та РФ розгорівся конфлікт, причиною якого стало зведення Росією дамби в Керченській протоці; вона повинна була з'єднати станцію Тамань (Краснодарський край, РФ) з островом Тузла, який з січня 1941 в адміністративному плані входить до складу Криму. Таким чином Росія мала намір поширити свій суверенітет на острів Тузла, порушивши територіальну цілісність України. В листопаді 2003 конфлікт вдалося владнати, хоча обидві сторони вже почали готуватися до збройного протистояння. Президент України Леонід Кучма перервав турне по Південній Америці та направився на острів. Також, Кучма видав указ, у якому йшлося про те, що порушення територіальної цілісності спричинить за собою відповідні дії з боку РНБО, Комітету державної прикордонної служби, Міністерства оборони, СБУ. Конфлікт було вичерпано, коли Росія припинила будівництво дамби.
21 квітня 2010 Україна, Президентом якої на той час був Янукович, незважаючи на протести опозиції, уклала з Росією Харківські угоди, згідно з якими перебування Чорноморського флоту РФ у Криму подовжено до 2042 року. Метою цієї угоди для України було отримання знижки на російський газ. Перебування Чорноморського флоту РФ у Криму стало «бомбою сповільненої дії», адже він відігравав головну роль у розповсюдженні проросійських настроїв серед жителів Криму, також було легалізовано перебування російських військових на території Криму і частково — їхні дії по захопленню півострова («захист російськомовних і російських громадян» і т. ін.). Дуже значну роль відіграв він і в ході анексії Криму РФ.
У 2013 році було створено російське угруповання, яке під приводом безпеки зимових Олімпійських ігор у Сочі 2014 року відпрацьовувало блокування морської акваторії і повітряного простору, проведення розвідувальних операцій. Зокрема, здійснювало агресивні розвідувальні дії щодо України.

## Історія

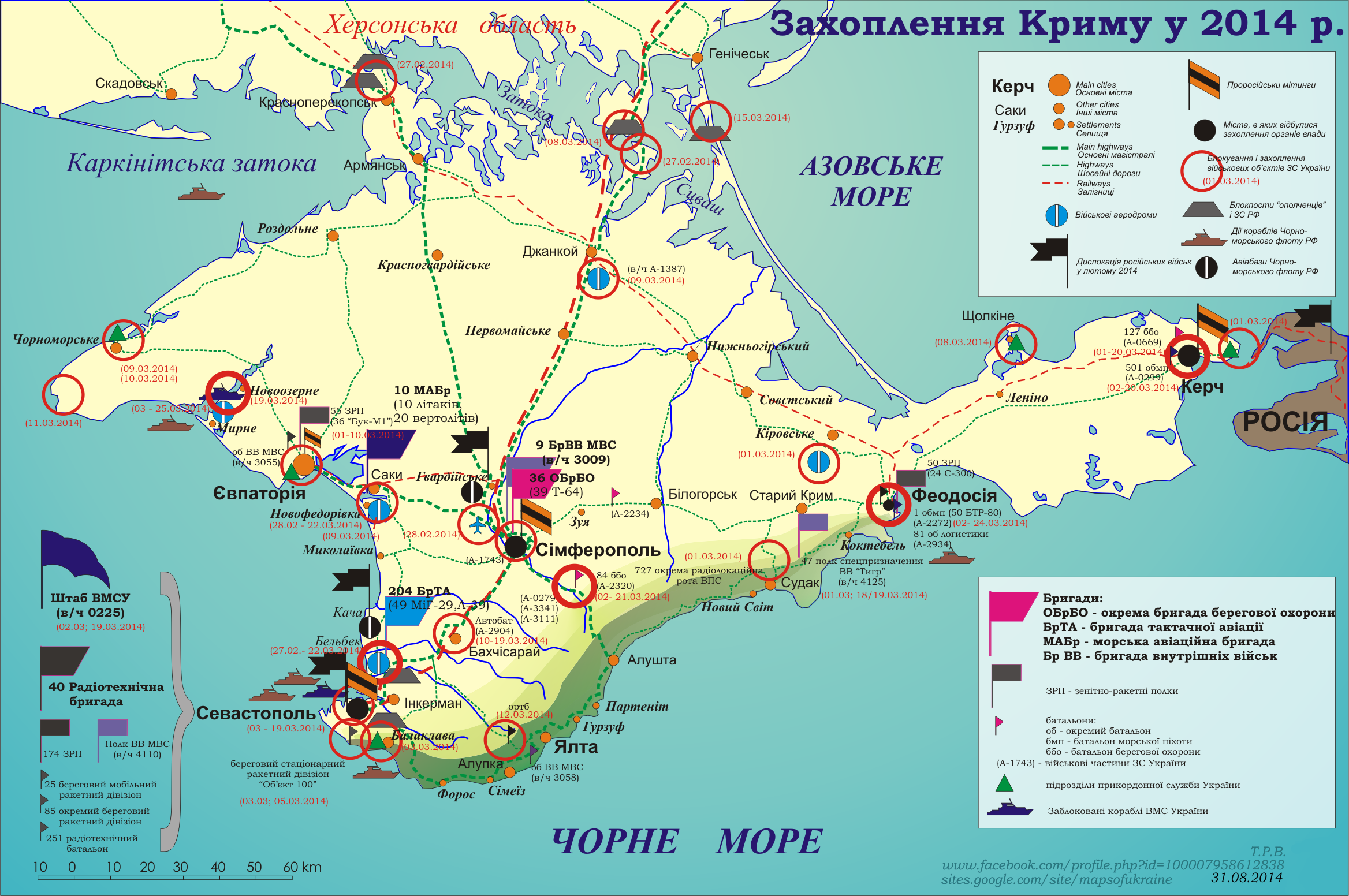
Блокування військових частин ЗС України під час захоплення Криму Росією у лютому-березні 2014

### Операція по захопленню Криму ЗС Російської Федерації

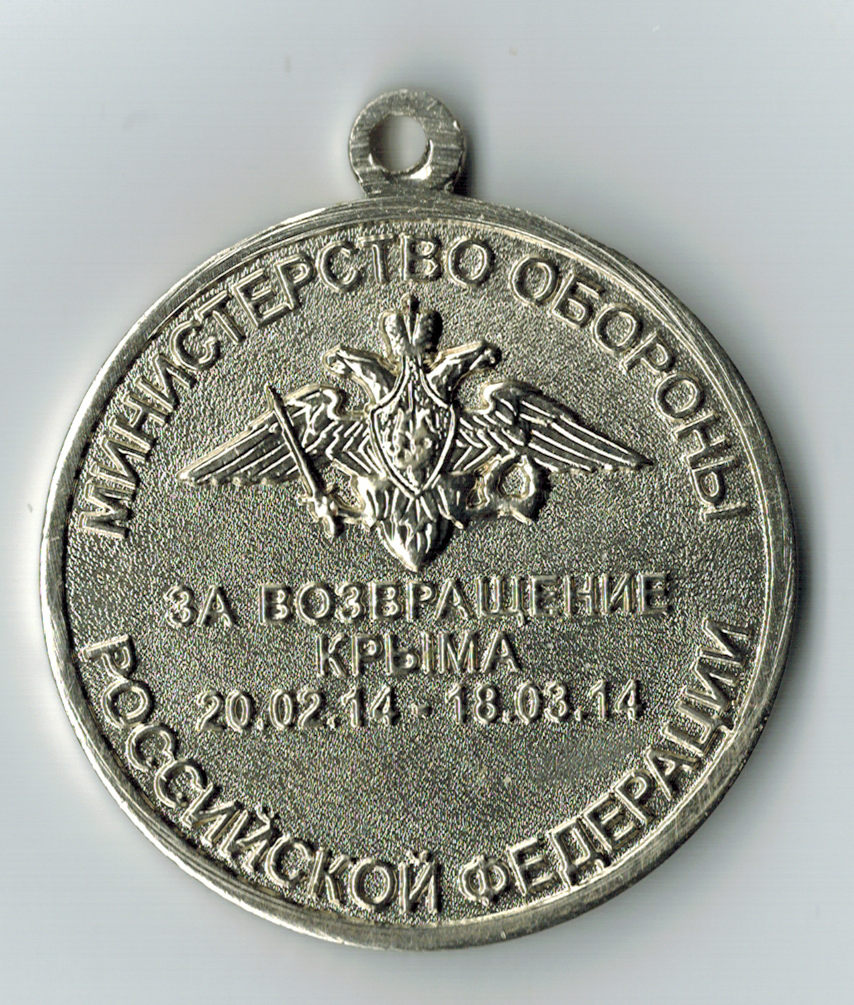
Реверс медалі «За повернення Криму»

Захоплення Кримського півострова армією РФ розпочалося 20 лютого 2014. У цей час на посаді Президента України перебував Віктор Янукович. Цей факт спростовує заяви російської влади, згідно з якими процес «повернення» Криму Росії розпочався 22 лютого 2014 та був спричинений фактичним позбавленням В. Януковича найвищої державної посади України. Підтвердженням цьому є також медаль «За повернення Криму», на якій датою початку анексії Кримського півострова вказано саме 20 лютого 2014 р.
Пономарьов Ілля Володимирович, російський політичний діяч, депутат Державної думи Росії (фракція «Справедлива Росія»), стверджує, що керівництво анексією Криму було доручено міністру оборони Сергію Шойгу і помічникові Володимира Путіна Владиславу Суркову.
Після самоусунення від влади президента України Віктора Януковича антиукраїнські виступи в Криму вибухнули з новою силою. 23 лютого в Севастополі відбувся 20-тисячний мітинг, на якому було прийнято рішення не перераховувати у Київ податки, а міським головою проголошено громадянина Росії Олексія Чалого.
Невдовзі на в'їздах до Севастополя з'явились блокпости і російські БТР-и.
На цей час міста Криму вже були заповнені російською агентурою, перевдягненими військовими і членами різноманітних парамілітарних формувань на кшталт козаків, які й склали основу так званої «самооборони Криму» і зображували перед об'єктивами телекамер нібито «настрої» місцевого населення, а підтримку і забезпечення отримували від Чорноморського флоту РФ.
25 лютого акції заїжджих і місцевих сепаратистів були проведені перед Кримським парламентом. Однак наступного дня проукраїнськи сили зібрали там більш численний мітинг і домоглися відтермінування засідання кримського парламенту (де планували розглядати питання щодо політичного майбутнього АР Крим). У відповідь в ніч на 27 лютого парламент та уряд Криму захопили російські спецпризначенці без знаків розрізнення і вивісили над ними прапори РФ. У захоплену будівлю парламенту окупанти під виглядом так званої «самооборони Криму» зігнали частину депутатів Верховної ради і у закритому режимі примусили ухвалити рішення про призначення референдуму щодо статусу Криму на 25 травня Того ж дня було захоплено аеропорт «Бельбек» у Севастополі, зупинено поромну переправу в Керчі. Майже одночасно (28.02 — 02.03.2014) розпочалося блокування російськими військовими без розпізнавальних знаків (т. зв. «зелені чоловічки», або «ввічливі люди») українських військових частин, кораблів і об'єктів на півострові; було захоплено Сімферопольський аеропорт і встановлено військові блокпости на в'їздах в Крим на Чонгарі і Перекопі. Деякі з військових містечок були захоплені штурмом. Українські військові зазвичай збройного опору не чинили, в багатьох випадках завдяки позиції своїх командирів, які, як виявилося пізніше, були заздалегідь завербовані російськими спецслужбами і невдовзі були прийняті на службу в окупаційну армію. (Слід зазначити, що на службу до російських окупантів перейшли майже всі державні службовці України: співробітники СБУ, міліції, МНС, судді, прокурори та ін.).
Такі настрої в Криму виявилися майже повністю зрежисованими Кремлем. Це підтвердив російський бойовик Ігор Гіркін. За його словами, голосування депутатів Верховної ради АРК за відставку тодішнього прем'єр-міністра Криму Анатолія Могильова та проведення «референдуму» проводилося під прямим тиском російських військових та працівників спецслужб. При цьому Гіркін заперечує те, що характер підтримки окупантів з боку кримських чиновників та простих людей був добровільним.
Саме дата 27 лютого 2014 року визначена Європейським судом з прав людини як день, коли розпочався фактичний контроль Росії над окупованим Кримським півостровом. «Починаючи з 27 лютого 2014 року суди, що діяли в Криму, не можуть вважатися такими, що сформовані у законний спосіб».
Формальним приводом для введення російських військ до Криму стало начебто звернення Віктора Януковича до В. Путіна (можливо, створене «заднім числом»), у якому висловлювалося прохання відновити конституційний лад в Україні за допомогою Збройних сил Росії. Фотокопію оригіналу звернення Януковича оприлюднив посол Росії при ООН Віталій Чуркін на засіданні Ради безпеки 3 березня:
| Як законно обраний президент України заявляю: події на Майдані, незаконне захоплення влади в Києві привели до того, що Україна опинилася на порозі громадянської війни. У країні панують хаос і анархія. Життя і безпека людей, особливо на південному сході і в Криму, під загрозою. Під впливом західних країн здійснюються відкритий терор і насильство. Люди переслідуються за політичною і мовною ознаками. У цьому зв'язку звертаюся до президента Росії Володимира Володимировича Путіна з проханням використовувати збройні сили Російської Федерації для відновлення законності, миру, правопорядку, стабільності, захисту населення України. Віктор Янукович, 1 березня 2014 року[52]. Оригінальний текст (рос.) Как законно избранный президент Украины заявляю: события на Майдане, незаконный захват власти в Киеве привели к тому, что Украина оказалась на пороге гражданской войны. В стране царят хаос и анархия. Жизнь и безопасность людей, особенно на юго-востоке и в Крыму, под угрозой. Под воздействием западных стран осуществляются открытый террор и насилие. Люди преследуются по политическому и языковому признакам. В этой связи обращаюсь к президенту России Владимиру Владимировичу Путину с просьбой использовать вооруженные силы Российской Федерации для восстановления законности, мира, правопорядка, стабильности, защиты населения Украины. Виктор Янукович, 1 марта 2014 года. |
В інтерв'ю 2 квітня Янукович підтвердив, що російські війська були введені до Криму на його прохання задля захисту громадян України:
| Я це зробив не випадково, тому що я сам став об'єктом нападу бандитів. Адже по всій країні стали роз'їжджати озброєні банди, вони, в тому числі, переслідували і мене, стріляли по моєму кортежу, поранили мого офіцера. Я це сказав і попросив не випадково, тому що це розгул бандитів, що мають коріння фашистські, потрібно про це прямо говорити[53]. |
5 березня прессекретар МЗС України наголосив, що Янукович не мав права самостійно звертатись до президента Росії з проханням використовувати збройні сили іншої країни. За законодавством України подібне рішення могло бути прийнятим лише за умови наявності пропозиції з боку РНБО та за підтримки Верховної Ради.
Ця версія експрезидента України не вкладається в рамки логіки і закону, оскільки масштабна, спланована військова операція, якою безумовно було російське вторгнення, розпочалась задовго до самого звернення Януковича.
1 березня самопроголошений «голова Ради міністрів АР Крим» Сергій Аксьонов звернувся до Путіна посприяти у «забезпеченні миру і спокою» на території Криму. У відповідь того ж дня Президент РФ Російський президент відправив до Ради Федерації пропозицію про введення російських військ у Крим. Обидві палати Державної думи 1 березня 2014 р. об 17:20 проголосували за введення російських військ на територію України, і в Крим зокрема.
Починаючи з 1 березня, російські війська починають масштабні силові акції, спрямовані на блокування українських військових баз на території Криму, захоплення адміністративних приміщень, контроль транспортних магістралей, аеродромів та інших стратегічно важливих об'єктів. 2 липня 2014 року Парламентська асамблея Організації з безпеки і співробітництва в Європі визнала такі дії Росії військовою агресією, неспровокованою і заснованою на абсолютно безпідставних припущеннях і приводах.
Крім того, російські десантники захоплювали об'єкти у Криму у формі «Беркута», про це вказують фотографії самих десантників. зроблені у захоплених державних установах АР Крим, які вдалося дістати з їхніх акаунтів у соціальних мережах. Так, на фото, які, як пише Українська правда, дістав журналіст, зображені бійці 31-окремої десантно-штурмової бригади, яка брала участь у захопленні Криму. При цьому солдати частину завдань виконували у формі «Беркута».
16 березня окупаційною владою було проведено т. зв. «референдум» про незалежність АР Крим, яким вона намагалась легітимізувати захоплення іноземної території. 18 березня у Москві Президентом Росії Володимиром Путіним спільно з самопроголошеними Головою Ради Міністрів АРК Сергієм Аксьоновим, спікером Верховної Ради АРК Володимиром Константиновим, та головою Севастопольської МДА Олексієм Чалим підписано Договір про прийняття Республіки Крим до складу Росії.
Блокування військових частин тривало загалом до 19—24 березня, після чого вони здалися або були захоплені. Особовому складу була надана можливість залишити окупований півострів, також почалася евакуація військової техніки (яка була припинена після початку російської агресії на Донбасі у квітні 2014). Всього МО України відрапортувалось про 4000 військовослужбовців, які вийшли з окупованого Криму (з близько 15 000, які там перебували у лютому 2014).
Українські історики та політики передбачали подібний розвиток подій ще 2008 року, під час конфлікту між Росією та Грузією. Експерти вказували на те, що Російській Федерації потрібен лише привід для того, щоб почати анексію півострова. Саме таким приводом і стали події на Євромайдані.

#### Підрозділи ЗС РФ
1 жовтня 2016 року Військовий прокурор України Руслан Кравченко в ефірі програми «Київ-Донбас» «Громадського радіо» назвав підрозділи збройних сил Російської Федерації, які, разом з військами Чорноморського флоту РФ та під загальним командуванням командувача Чорноморським флотом Російської Федерації Вітко Олександра Вікторовича, брали участь в захопленні Криму, а саме:
- 31-а окрема гвардійська десантно-штурмова бригада повітряно-десантних військ РФ;
- 45-й окремий гвардійський полк спеціального призначення ПДВ Збройних сил РФ (в/ч 28 337);
- 18-а окрема гвардійська мотострілецька бригада;
- 58-а армія Південного військового округу збройних сил Російської Федерації;
- 98-а гвардійська повітряно-десантна дивізія ПДВ РФ (в/ч 65 451);
- 76-а гвардійська десантно-штурмова дивізія ПДВ РФ;
- 15-а окрема гвардійська мотострілецька бригада миротворчих сил Російської Федерації (в/ч 90 600).

За твердженням Руслана Кравченко,

| «для підготовки і ведення агресивної війни військова техніка та формений одяг військовослужбовців РФ, які брали участь в анексії Криму, були завчасно підготовлені шляхом маскування всіх тактичних знаків» |.

### Проголошення «незалежності» Криму та «референдум»
11 березня 2014 року Верховна Рада Автономної Республіки Крим і Севастопольська міська рада прийняли декларацію про незалежність Автономної Республіки Крим та міста Севастополя, згідно з якою у разі рішення народів Криму в результаті референдуму увійти до складу Російської Федерації, Крим буде оголошений суверенною республікою і саме в такому статусі звернеться до Російської Федерації з пропозицією про прийняття на основі відповідного міждержавного договору до складу Російської Федерації як нового суб'єкта Російської Федерації.
16 березня 2014 року за рішенням Кримського парламенту був проведений референдум щодо статусу Криму. Призначення референдуму відбулося всупереч українському законодавству, що не передбачає місцевих референдумів, а для питань щодо зміни кордонів України вимагає всеукраїнський референдум. Попри указ виконувача обов'язків Президента України О. Турчинова, про призупинення рішення кримського парламенту, а також попри рішення Конституційного Суду України, що визнав оголошення референдуму таким, що не відповідає Конституції України, а також позицію Ради безпеки ООН референдум було проведено.
Так званими «міжнародними спостерігачами», яких РФ та кримські сепаратисти допустили на півострів для роботи на «референдумі», були представники ультраправих, неонацистських та комуністичних європейських партій та особи з нацистськими та неосталіністськими поглядами.
В умовах бойкотування референдуму кримськотатарським народом, присутності великої кількості озброєних російських військовослужбовців, а також фальсифікацій, референдум в АРК буцімто зібрав понад 1,2 млн заповнених бюлетенів (що відповідає 83,10 % загальній кількості виборців), з яких нібито 96,77 % засвідчили вибір «за возз'єднання Криму з Росією на правах суб'єкта Російської Федерації».

### Проголошення анексії Криму Росією

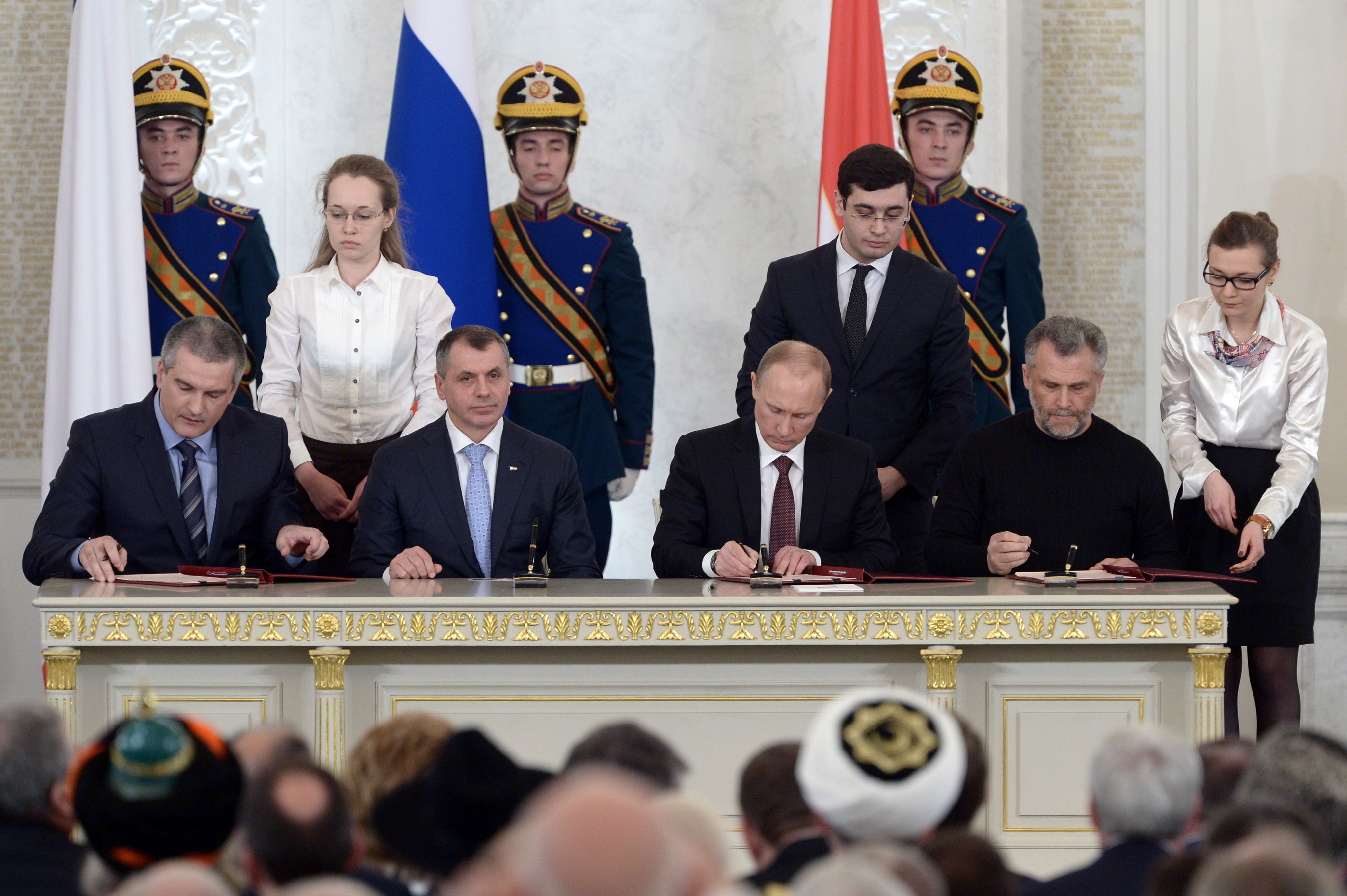
Путін, Аксьонов, Константинов і Чалий підписують документ про початок тимчасової анексії Криму

18 березня 2014 року о 16:00 в Георгіївському залі Великого Кремлівського палацу Президент Росії Путін, прем'єр-міністр самопроголошеної Республіки Крим Аксьонов, голова новоствореної «Державної Ради» самопроголошеної Республіки Крим Константинов, та представник сепаратистського керівництва Севастополя — громадянин РФ Чалий підписали так званий «Договір про прийняття Криму до складу Росії».
20 березня договір був ратифікований Державною думою РФ (майже одноголосно — проти виступив лише Ілля Пономарьов, чотири депутати не голосували), а 21 березня — Радою Федерації, і набув чинності. 11 квітня відповідні зміни були внесені до конституції Росії.
З нагоди анексії Криму Росією прокотилася хвиля урочистих заходів, була запроваджена медаль Міністерства оборони Росії «За повернення Криму».
У березні 2015 з'явилася інформація, що з 18 000 українських військовослужбовців 14 000 з Криму не вийшли, а також стало відомо, що списки Чорноморського флоту РФ у 2014 р. були збільшені на 9200 осіб.

## Причини неспротиву з боку ЗСУ
Згідно з доповіддю міністра оборони 2014 року Ігоря Тенюха, Україна могла зібрати для захисту своєї території угрупування всього із 5 тисяч боєздатних військових.
|  | Їх можемо кинути в Крим, але це не вирішить проблему Криму. Ми їх там просто покладемо. А що робити з тисячами кілометрів кордону та підготовкою Росії до вторгнення? Коли зайдуть зранку з боку Чернігівської області, то до вечора вже у Києві будуть |

Разом з тим, на думку міністра оборони 2005—2007 років Анатолія Гриценка, Україна мала можливість відреагувати оперативно:
|  | На початку вторгнення близько 100 людей захопили два приміщення в Сімферополі – Кабінет міністрів та Верховну Раду Криму. Треба було негайно провести антитерористичну операцію. Коли там було 100 чи 200 осіб, у нас були сили та засоби це зробити. Ми мали два батальйони морської піхоти та два центри спецназу військово-морських сил. Я вже не кажу про те, що тоді ще не був закритий повітряний простір, тож можна було швидко доставити на півострів перевірений і лояльний до Києва спецпідрозділ з материка |

Аналогічної думки дотримується експрокурор АРК Віктор Шемчук:
|  | Мене ніхто не переконає, що важко було надати вказівку закрити Керченську переправу, деблокувати органи влади, вивести із розташування флот та кримські військові формування. Не було волі, а, може, було й щось більш кримінальне |

Політологи відзначають також брак легітимності української влади на тому етапі, а також численні випадки підкупів російськими офіцерами своїх українських колег, особливо з частин негайного реагування, наслідком якої стала висока лояльність правоохоронних органів Криму до окупантів та дистанціювання від Києва.

## Наслідки
Окупація мала серйозні економічні наслідки для України, для Росії і для самого Криму. Найбільш серйозним наслідком для Криму стали проблеми із забезпеченням водою та електроенергією.

### Доля кримськотатарського народу
Кримськотатарський народ послідовно виступав за збереження територіальної цілісності України і проти анексії Криму Росією. У районах гуртовного проживання кримських татар т. з. референдум не відбувся взагалі.[джерело?] «Кількість кримських татар, які взяли російські паспорти, можна перерахувати на пальцях. Крим окуповано й ми цього не сприймаємо», — прокоментував ситуацію Мустафа Джемілєв.[джерело?] Кримськотатарська діаспора, а також Кримські татари заявили про невизнання російської окупації Криму. У відповідь Росія заборонила в'їзд кримськотатарським лідерам М. Джемілєву та Р. Чубарову.
Згідно з даними правозахисників станом на лютий 2015 р. з 300 тисяч кримськотатарського населення близько 10 тисяч на сьогоднішній день змушені були покинути Крим.

### Політичні наслідки для Росії
Внаслідок агресії Росії у Криму припинила діяльність Велика Вісімка (G8) — членство Росії у ній тимчасово призупинене. Цей міжнародний клуб високорозвинених економік світу знову працює у форматі G7.

### Економічні наслідки для Росії
Очікуються економічні санкції до Росії, зокрема:
1. поступове витіснення Росії з енергетичних ринків (головним чином європейських)[99].
2. припинення переговорів про економічне співробітництво з Росією[100].

США та Євросоюз ввели у дію трирівневий план санкцій щодо Росії.

### Судові позови України проти Росії
Україна подала багато позовів проти Росії до міжнародних судів. 9 травня 2018 року суд у Гаазі присудив Росії виплатити Україні 159 млн доларів компенсації за конфісковане майно і збитки української сторони через анексію Криму.
Щонайменше 5 позовів проти Російської Федерації було подано українськими компаніями відповідно до положень Угоди між Кабінетом Міністрів України та Урядом Російської Федерації «Про сприяння та взаємний захист інвестицій» та три в рамках Енергетичної Хартії. Зокрема, Постійна палата третейського суду Гаазі по справі НАК Нафтогаз України проти Російської Федерації визнала свою юрисдикцію та визнала порушення РФ Угоди «Про сприяння та взаємний захист інвестицій».
Нафтогаз України подав до міжнародних судів на російський Газпром. Попри всі зусилля росіян (навіть шантаж) українська компанія виграла більшість справ у міжнародних судах. Росію примусили виплатити компенсацію Україні в розмірі 4 млрд дол. Станом на 2020 рік Росія виплатила 2 млрд доларів, постачаючи газ до України.

### Приналежність Криму на картах
Періодично набувають розголосу події щодо приналежності Криму на картах. «Нью-Йорк таймс» у листопаді 2017 року назвав територію Криму спірною, чим викликав реакцію користувачів мережі і заяв МЗС.

### Війна на сході України
Паралельно відкритій військовій агресії в Криму, російські спецслужби, за допомогою місцевих колаборантів, агентів впливу та проросійських терористів, упродовж лютого-березня 2014 р. організовують сепаратистські мітинги, захоплення із застосуванням зброї деяких ОДА та РДА за участю російських громадян з Бєлгородської області й Москви та масові заворушення, які 13—14 березня призвели до людських жертв та масових шпиталізацій проукраїнських мітингарів з важкими фізичними та психічними травмами в Донецьку та Харкові. Українські силовики на контрольованих ними ділянках провели спецоперації перекриття кордону з Росією, щоб не допустити провокаторів. Також СБУ неодноразово заявляло про затримання російських спецпризначенців-диверсантів та оприлюднило інформацію про спроби Росії заполонити східні області диверсійними групами для вчинення терактів.

## Реакція

### ООН
- Рада Безпеки ООН висловила підтримку територіальної цілісності України і нагадала Росії про виконання міжнародних зобов'язань, у тому числі, і Будапештського меморандуму підписаного Росією у 1994 році[109].

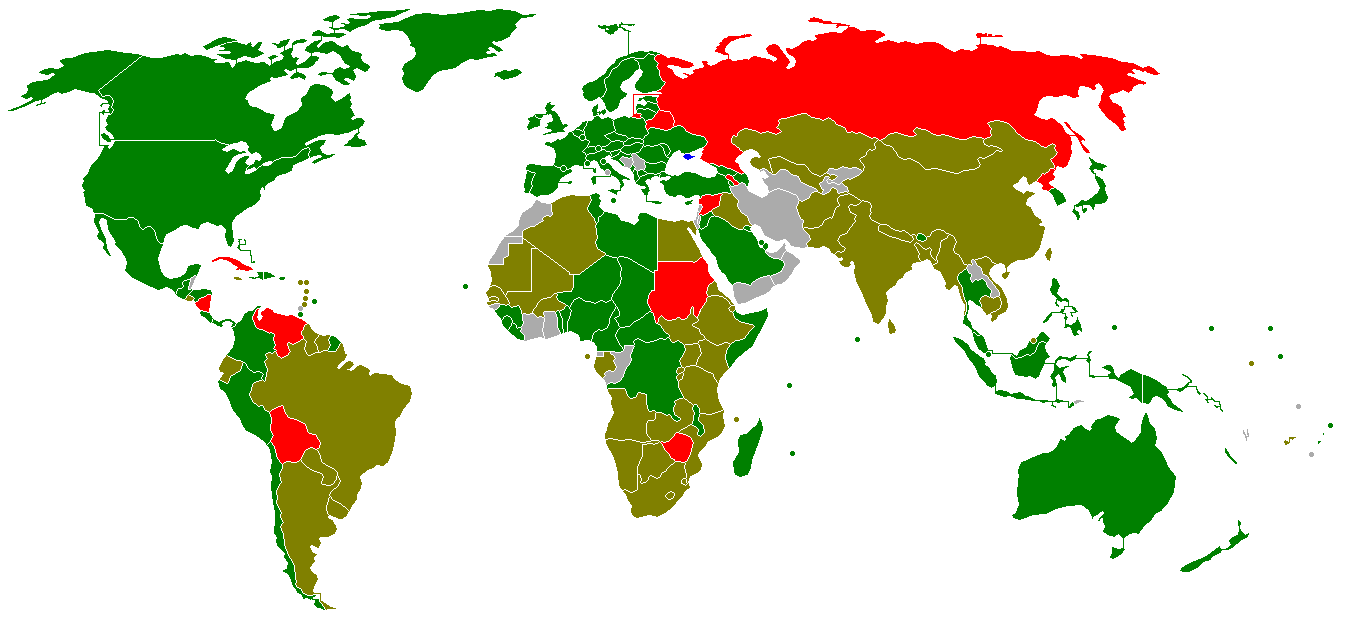
Мапа, що показує результати голосування за Резолюцію:
За
Проти
Утрималися
Відсутні
Крим

- На засіданні ООН 15 березня в Нью-Йорку представник США в ООН Саманта Павер звинуватила Росію в порушенні ключових принципів Організації Об'єднаних Націй, що забороняють використання сили для чужих територій та поважають суверенітет та територіальну цілісність всіх націй. Зокрема вона зазначила, що офіційна Москва погоджується з цими принципами і «захищає їх по всьому світі, за виключенням випадків, що стосуються самої Росії».[110] За словами представника Великої Британії в ООН Марка Лайла Ґранта останнє голосування показало, що Росія залишилася ізольованою в Раді Безпеки ООН і з боку міжнародної спільноти також.[110]
- Резолюція Генеральної Асамблеї ООН про підтримку територіальної цілісності України була прийнята 27 березня 2014 року на 68-й сесії Генеральної Асамблеї ООН відкритим голосуванням країн-членів ООН, 100 з яких висловилися «за», 11 — «проти», а 58 країн «утримались».[111] Дане засідання Генасамблеї ООН було скликане спеціально для розгляду питання збройної окупації Росією території України, а саме Кримського півострова.[112]

### ОБСЄ

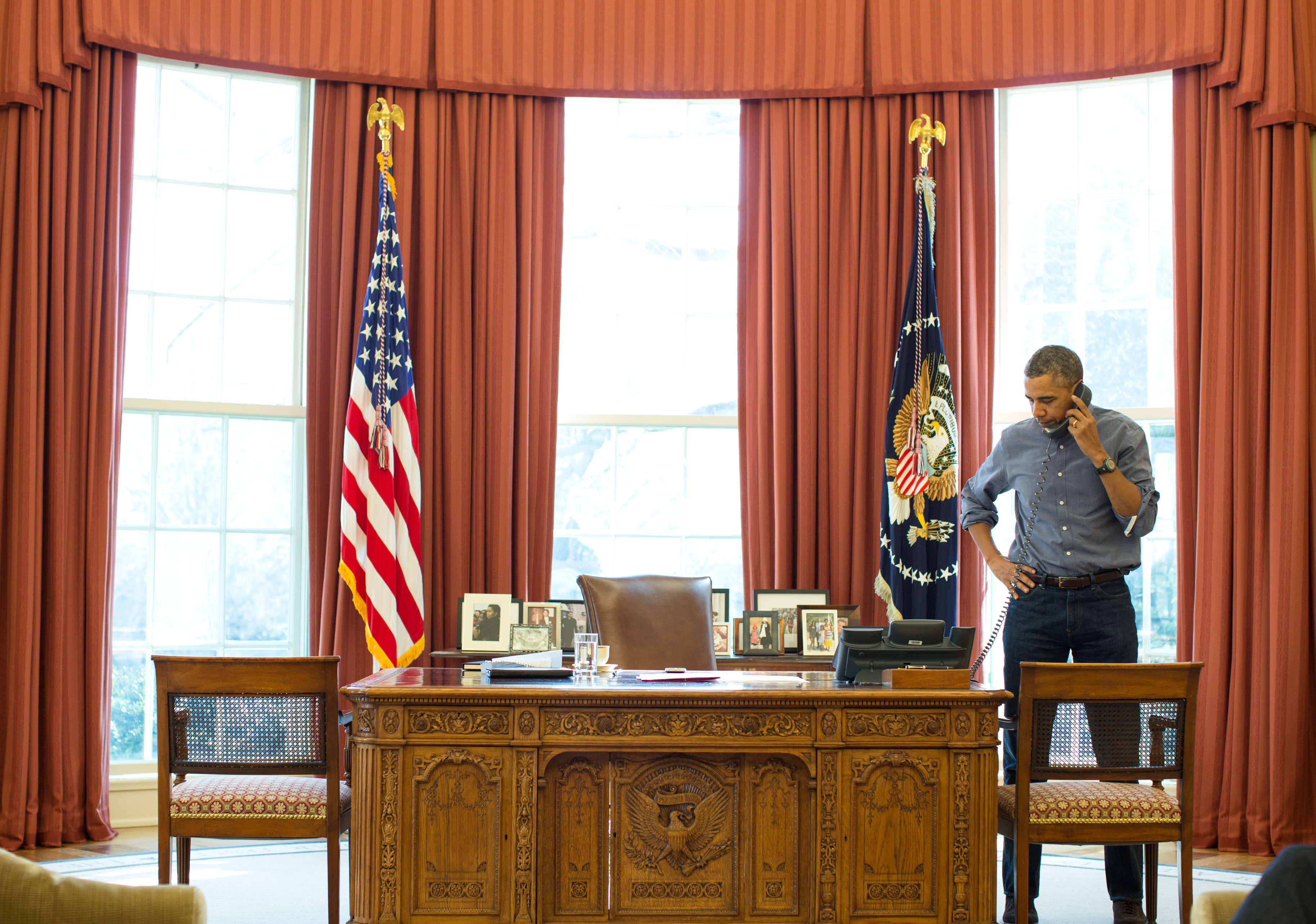
Телефонна розмова Президента США Обами з Путіним. 1 березня 2014

2 липня 2014 року була ухвалена Бакінська декларація, якою Парламентська Асамблея ОБСЄ засудила військову агресію Росії проти України:
|  | Парламентська асамблея ОБСЄ 10. засуджує очевидне, грубе і невиправлене порушення Гельсінських принципів Російською Федерацією по відношенню до України, в тому числі особливо кричуще порушення суверенітету й територіальної цілісності цієї країни; 11. засуджує окупацію території України; 12. вважає такі дії, включно з військовою агресією й різними формами примусу, що направлені на утиски властивих суверенітету України прав на догоду власним інтересам Російської Федерації, неспровокованими і заснованими на абсолютно безпідставних припущеннях і приводах. |

### Євросоюз
- Євросоюз послідовно виступає за територіальну цілісність України, зокрема, з 2014 р. — проти окупації Криму Росією.
- 1 березня 2014 року Верховний представник ЄС із закордонних справ Кетрін Ештон засудила в суботу рішення Росії стосовно використання Збройних сил Російської Федерації на території України.[114]
- 1 березня 2014 року Генеральний секретар Ради Європи Турбйорн Ягланд закликав сторони конфлікту вжити заходів щодо стабілізації ситуації відповідно до міжнародних угод[115].
- 17 березня 2014 року Євросоюз оприлюднив список громадян Росії та України, щодо яких вводить санкції через події у Криму.[116]
- У 2019 р. у зв'язку з п'ятиріччям незаконної анексії Криму Росією представник ЄС з питань зовнішньої політики і політики безпеки Федеріка Могеріні від імені Європейського Союзу виступила із заявою, в якій підтвердила прихильність суверенітету і територіальної цілісності України, а також політику невизнання незаконної анексії.[117]

### НАТО
- 5 березня Генеральний секретар НАТО Андерс Фог Расмуссен після засідання Ради НАТО — РФ повідомив, що НАТО вирішило вжити невідкладних заходів щодо призупинення практичної військової співпраці із Росією: припинити планування спільної місії із Росією — морський супровід американського корабля з хімічною зброєю; не проводити ніяких зустрічей із Росією на цивільному та військовому рівні; переглянути співробітництво НАТО—Росія. Водночас НАТО інтенсифікуватиме партнерство з Україною[118].
- 6 березня уряд Канади в рамках розриву співпраці між НАТО та Російською Федерацією ухвалив рішення щодо висилки дев'яти російських військовослужбовців разом із сім'ями з країни протягом 24 годин. Основною причиною називається політика Росії у відношенні України та Криму.[119] На ранок суботи (8 березня) їх в Канаді вже не було.

### Країни, що підтримали Україну

Реакція світового співтовариства на Кримську кризу
Заклики до мирного врегулювання конфлікту
Підтримка територіальної цілісності України
Засудження дій Росії
Засудження військової інтервенції Росії
Підтримка дій Росії та/або засудження дій українського уряду
«Визнання інтересів усіх сторін конфлікту»
Україна
Росія
Позиція не визначена

- Президент Білорусі Олександр Лукашенко висловився на підтримку територіальної цілісності України[120]. Проте сам він визнає де-факто чи де-юре Крим російською територією, аргументуючи це виною українських політиків, що вивели звідти українських військовослужбовців: «Ви цими діями просто здали Крим Росії.» — цитата О. Лукашенка в інтерв'ю С. Шустеру.
- МЗС Литви наголосило на неприпустимості зовнішнього втручання у політичну кризу в Україні, назвало захоплення адміністративних будівель у Криму провокацією та закликало Росію відмежуватися від сепаратистських закликів у Криму[121]. Литовське МЗС також викликали посла Росії у Литві Олександра Удальцова, щоб висловити стурбованість ситуацією в Україні[122].
- Канцлер Німеччини Ангела Меркель висловила занепокоєння ситуацією, що склалася в Криму. За словами радника Меркель, вона наголосила на необхідності «утриматися від кроків, які б ставили під питання єдність України», крім того Канцлер мала телефонну розмову з Президентом Росії Володимиром Путіним, котрий повідомив, що поважає територіальну цілісність України[123].
- Президент США Барак Обама застеріг Росію від військового втручання на територію України, зазначивши, що «будь-яке порушення суверенітету України та територіальної цілісності буде глибокою дестабілізацією, що не є в інтересах України, Росії чи Європи», та повідомивши про можливу відплату «за будь-яке військове втручання в Україні»[124].
- Директор ЦРУ Джон Бреннан 3 березня 2014 повідомив[125], що військова присутність Росії, включно з військовими, які проникли на територію Криму останніми днями, не перевищує дозволеної чисельності військовослужбовців Чорноморського флоту Російської Федерації на території України — 25 тисяч осіб, відповідно до Додатку № 2 [Архівовано 4 березня 2014 у Wayback Machine.] Угоди між Україною і Російською Федерацією «Про параметри поділу Чорноморського флоту» від 28.05.97, тому спецслужбам важко дати обґрунтоване підтвердження порушення Росією договору, як це було попередньо заявлено представниками Адміністрації, тим більше маючи в Києві лише 2—3 працівників ЦРУ.
- Посол США в Раді безпеки ООН Саманта Пауер заявила, що російська інтервенція в Криму не має юридичних підстав і повинна бути припинена.[126] Вона зазначила, що американська сторона пропонує направити міжнародних спостерігачів від ООН та ОБСЄ в Україну, і пропонує Росії активно брати участь в обох структурах.[126] Водночас посол Великої Британії в Раді безпеки ООН Марк Лайл Ґрант повідомив, що його країна засуджує будь-які акти агресії проти України.[126]
- в липні 2018 перед зустріччю президенті США і Росії Дональда Трампа та Володимира Путіна в Гельсінкі, американський президент допускав висловлювання, які свідчили про можливість перегляду в майбутньому політики США щодо невизнання спроби анексії Криму.
- 25 липня 2018 року, через десять днів після зустрічі президентів Держдепартаментом оприлюднена Кримська декларація (англ. Crimea Declaration) — документ у формі заяви для преси державного секретаря Сполучених Штатів Америки Майкла Помпео, в якому підтверджується невизнання анексії півострова Росією та проголошується довгострокова політика щодо відмови визнання її претензій на територію, захоплену силою всупереч міжнародному праву[127].
- Американські військові готові підтримати своїх союзників у Європі і надати підтримку Україні, цим самим США посилають чіткий сигнал Росії про те, що готові відповісти на загрозу — заявив 8 березня 2014 року глава Об'єднаного комітету начальників штабів США генерал Мартін Демпсі[128].
- Увечері 8 березня Держсекретар США Джон Керрі через терміновий телефон заявив міністрові закордонних справ РФ Сергію Лаврову, що у разі продовження російської інвазії в Криму дипломатичні відносини між США і російською стороною будуть неможливі[129].
- МЗС Туреччини 27 лютого виступило з заявою, у якій висловилося у необхідності знаходження шляхів подолання кризи у рамках територіальної цілісності та конституційного ладу в Україні[130]. Задля сприяння стабілізації у Криму 1 березня автономію має намір відвідати Міністр закордонних справ Туреччини Ахмет Давутоглу[131]. 6 березня 2014 року МЗС Туреччини схарактеризувало можливий референдум в Криму як «небезпечний та неправильний крок».
- Міністри закордонних справ Франції Лоран Фабіус, Польщі Радослав Сікорський та Німеччини Франк-Вальтер Штайнмаєр оприлюднили спільну заяву щодо подій у Криму[132]:

|  | Ми вкрай занепокоєні нестабільною ситуацією в Криму. Потрібно зробити все для зниження напруженості та розвитку діалогу між сторонами. Ми підтримуємо територіальну цілісність країни. Ми закликаємо всі сторони в Україні утримуватися від будь-яких дій, які могли б поставити під сумнів цю територіальну цілісність. |

- Прем'єр-міністр Швеції Фредрік Райнфельдт 2 березня в інтерв'ю Шведському радіо заявив: «Можна зрозуміти, що Росія діє через турботу про російську меншину в Криму та східній Україні, але не можна зрозуміти способу, яким вони це роблять. Звичайно, є методи проведення переговорів з українським урядом для заспокоєння ситуації.»[134] Міністр закордонних справ Швеції Карл Більдт назвав ситуацію у Криму тривожною та наголосив, що Росія зобов'язана вивести свої війська до узгоджених місць їхньої дислокації[135].
- 19 січня 2023 року, міністр закордонних справ Ірану Хоссейн Амірабдоллахян в інтерв'ю турецькому громадському міжнародному каналу новин TRT World заявив, що його держава не визнає анексію Росією окупованих територій України. «Ми виступаємо проти війни і переселення людей в Україні. З іншого боку, ми визнаємо суверенітет і територіальну цілісність країн у рамках міжнародного права, і з цієї причини, незважаючи на прекрасні відносини між Тегераном і Москвою, ми не визнаємо відокремлення Криму від України», — сказав іранський дипломат[136][137][138].

### Країни, що підтримали Росію
Декілька держав зробило заяви щодо визнання Криму частиною РФ:
- Афганістан[139]
- Куба[140]
- Нікарагуа[141]
- Північна Корея[142]
- Росія[143]
- Сирія[144]
- Венесуела[144]

Держави, що голосували «проти» Резолюції Генеральної Асамблеї ООН про територіальну цілісність України:
- Вірменія
- Білорусь
- Болівія
- Куба
- Нікарагуа
- Північна Корея
- Росія
- Судан
- Сирія
- Венесуела
- Зімбабве

### Санкції
6 березня 2014 року був прийнятий перший етап санкцій, який містив призупинення переговорного процесу Євросоюзу і Росії про пом'якшення візового режиму та нової угоди про партнерство, крім того, під санкції підпадала група можновладців. Також був призупинений процес підготовки до майбутнього саміту G8, в якому мала брати участь Росія.
У 2018 році Держдеп США опублікував Кримську декларацію, згідно з якою Сполучені Штати не визнають Крим частиною Росії. Міністерства закордонних справ Чехії Та Норвегії офіційно підтримали декларацію державного секретаря США Майка Помпео щодо Криму і також заявили про визнання незаконності анексії півострова Росією. Уряд Канади також засудив анексію півострова Крим, відкриття мосту через Керченську протоку в травні 2018 року та закликав звільнити українських політв'язнів
Представник Великої Британії в ООН Марк Лайл Ґрант підтвердив, що Рада Безпеки ООН збирається 1 березня 2014 р. о 21:00 на екстрене засідання для обговорення ситуації в Україні.
Сполучені штати Америки розглядають питання про відповідальність Росії за використання Збройних сил РФ на території України. Американський сенатор Джон Маккейн зазначив, що Президент Росії Володимир Путін, здається, хоче повернення «холодної війни».
2 березня посли США, Канади і Британії покинули Росію, після введення її військ в Україну.
Польська інтелігенція написала листа прем'єр-міністру Дональду Туску із закликом не залишати українців перед загрозою військового вторгнення з Росії.
3 березня о 22:00 по київському часу відбулося друге екстрене скликання Ради безпеки ООН для розгляду ситуації в Україні.
Міністр закордонних справ Німеччини Франк-Вальтер Штайнмаєр заявив 4 березня 2014 р. після зустрічі у Женеві з главою МЗС Росії Сергієм Лавровим та генсеком ООН Пан Гі Муном, що Росія має погодитись до четверга (6 березня) на створення міжнародної групи урегулювання кризи в Криму, інакше на саміті ЄС може бути ухвалене рішення проти Росії.
Адміністрація США має намір запровадити набір економічних санкцій проти Росії до кінця тижня (до 8 березня 2014 р).
Колишній держсекретар США Гілларі Клінтон порівняла дії російської влади щодо України з агресивною поведінкою нацистської Німеччини напередодні Другої світової війни.
Прем'єр-міністр Канади Стівен Гарпер оголосив 4 березня про призупинення військово-технічного співробітництва з Росією.
5 березня 2014 р. місія ОБСЄ в Україні розпочала свою роботу у Криму й провела зустрічі із представниками місцевих громад Криму та із представниками кримського парламенту. Секретар Ради національної безпеки й оборони (РНБО) Андрій Парубій зазначив, що Росія намагається передислокувати свої війська в Криму, щоб місія ОБСЄ не зафіксувала їхньої присутності.
За підсумками свого візиту до Києва і Криму верховний комісар ОБСЄ у справах національних меншин Астрід Торс зробила 7 березня 2014 р. заяву, що наявна ситуація на кримському півострові несе загрозу безпеці і життю місцевих кримськотатарських та українських громад. Водночас вона не виявила жодних доказів порушень або загроз для прав російськомовних громадян.
Професор міжнародного права Штефан Тальмон з Університету Бонна разом з колегами з Німеччини довели, що вторгнення Росії в Україну є порушенням норм міжнародного права i що проголошення незалежності Криму від України з точки зору міжнародного права буде невизнаним.

### Росія

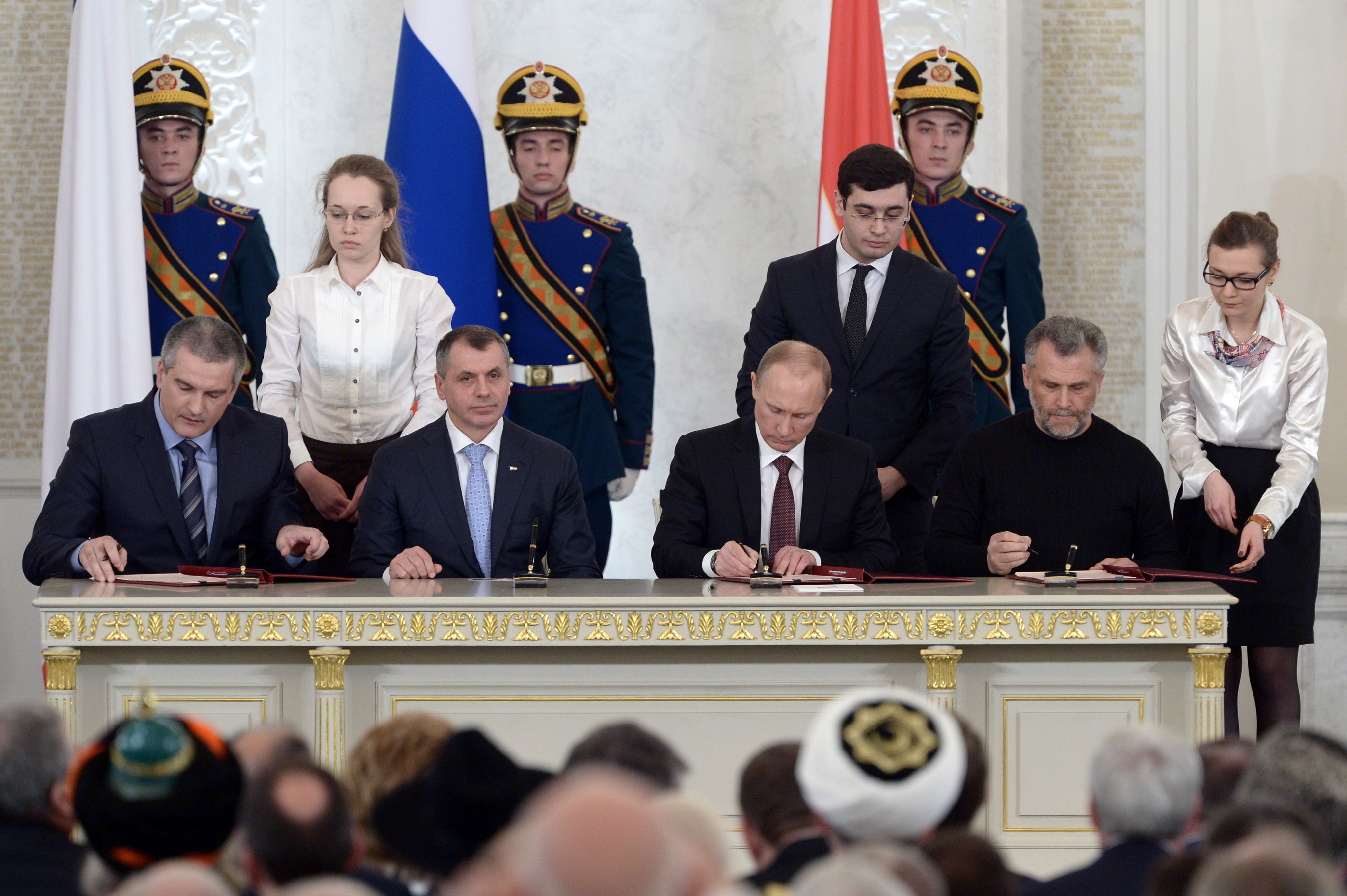

2 березня в Москві на мітинг на підтримку війни з Україною збирали бюджетників. Одночасно біля Міністерства оборони та на Манежній площі москвичі організували мітинги проти війни, які завершились масовими арештами.

Російська інтелігенція у своїх оцінках російської агресії проти України розділилась на два табори. Як прихильники, так і противники цих дій висловили свою позицію прилюдно — у формі відкритих листів, інтерв'ю, статей у пресі, участі у вуличних маршах тощо[джерело?].
Міністерство культури Російської Федерації опублікувало заяву діячів культури в підтримку дій президента РФ в Україні та Криму.
Частина російських кінематографістів-членів Союзу кінематографістів і професійних кінематографічних організацій та об'єднань Росії відповіла на звернення українських колег словами підтримки і запевненнями, що вони не підтримують офіційну пропаганду Кремля, яку поширюють провладні ЗМІ. На момент відправлення листа було зібрано 169 підписів. Пізніше до звернення приєдналися ще кілька десятків кінематографістів, і загальна кількість підписів перевалила за 200.
Російські рок-музиканти Борис Гребенщиков, В'ячеслав Бутусов і Юрій Шевчук, а також Максим Леонідов виступили проти війни між Росією і Україною. Їх відеозвернення оприлюднив 5 березня український телеканал «1+1».
15 березня 2014 року в Москві, Санкт-Петербурзі, Єкатеринбурзі та Самарі пройшли «Марші миру», на яких активісти виступають проти намагання Путіна розв'язати війну Росії проти України. У Москві на Марш миру зібралося, за різними оцінками, десятки тисяч мітингувальників.
17 квітня 2014 року президент Росії Володимир Путін вперше публічно визнав, що в подіях в Криму брали участь російські військові:
|  | … за спиною сил самооборони Криму звичайно стали наші військовослужбовці. Вони діяли дуже коректно, але рішуче і професійно … |

18 квітня 2014 року Громадська палата Російської Федерації запропонувала запровадити санкції щодо українських державних і громадських діячів, у чиїх закликах нібито присутня дискримінація російськомовних. Також у палаті засудили «масові порушення прав особи і злочинні насильницькі дії» з боку уряду України щодо учасників протестів на півдні та сході України та направити факти цих порушень до комісії ООН з прав людини, Міжнародного суду ООН, ОБСЄ та міжнародних правозахисних організацій.

## Аналітика та оцінки
У травні 2014 року Віталій Портников, український журналіст та аналітик, провів паралель анексії Криму з анексією у 1940 році Литви, Латвії та Естонії, і звернув увагу, що саме анексія Балтійських держав врешті-решт призвела до розпаду СРСР у 1990—1991 роках.
У серпні 2017 року Курт Волкер (спеціальний представник Держдепартаменту США з питань України) заявив, що різниці між російською окупацією Криму та Донбасу не бачить: «Я не думаю, що ми повинні сприймати або легітимізувати будь-які з цих дій».

## В мистецтві
У зв'язку з російською анексією Криму українська поетеса Анастасія Дмитрук написала вірш «Ніколи ми не будемо братами…» рос. Никогда мы не будем братьями…. Вірш був покладений на мелодію литовськими музикантами, викладений в Інтернет і за два тижні набрав більше мільйона переглядів.